# Aeroporto Internacional de Whitehorse Erik Nielsen
O Aeroporto Internacional de Whitehorse Erik Nielsen (IATA: YXY, ICAO: CYXY) é um aeroporto internacional localizado na cidade de Whitehorse, Yukon, Canadá. Faz parte do Sistema Nacional de Aeroportos do Canadá, e é de propriedade e operado pelo Governo de Yukon. O aeroporto foi renomeado em homenagem ao veterano membro do Parlamento de Yukon, Erik Nielsen em 15 de dezembro de 2008. O terminal movimentou 294.000 passageiros em 2012, representando um aumento de 94% no tráfego de passageiros desde 2002. Em 2017, esse número havia subido para 366.000. A empresa Air North é baseada em Whitehorse.